# Habronattus ocala
Habronattus ocala är en spindelart som beskrevs av Griswold 1987. Habronattus ocala ingår i släktet Habronattus och familjen hoppspindlar. Inga underarter finns listade i Catalogue of Life.